# تپه دینگه
تپه دینگه مربوط به دوران‌های تاریخی پس از اسلام است و در استان قزوین، شهرستان آوج، بخش آبگرم، روستای شاخدار واقع شده و این اثر در تاریخ ۲۲ مرداد ۱۳۸۴ با شمارهٔ ثبت ۱۳۲۴۴ به‌عنوان یکی از آثار ملی ایران به ثبت رسیده است.